# فالنتين كورباتوف
فالنتين كورباتوف (بالروسية: Валенти́н Я́ковлевич Курба́тов) (29 سبتمبر 1939 - 6 مارس 2021) كان ناقدًا أدبيًا روسيًا وكاتبًا نثريًا وعضو لجنة تحكيم جائزة ياسنايا بوليانا الأدبية وعضو اتحاد الكتاب في روسيا. كما كان عضوًا في الغرفة العامة لروسيا من 2010 إلى 2014 وعضوًا في المجلس الرئاسي للثقافة. حصل على وسام بوشكين ووسام الصداقة والحائز على جائزة الدولة للاتحاد الروسي (2020) في مجال الأدب.
في مارس 2014 وقع نداء من قبل شخصيات ثقافية في الاتحاد الروسي لدعم سياسة رئيس روسيا فلاديمير بوتين فيما يتعلق بضم شبه جزيرة القرم من قبل روسيا.